# Красные ястребы
Красные ястребы (лат. Erythrotriorchis) — род хищных птиц из семейства ястребиных (Accipitridae).

## Описание
Ястребы среднего размера с длиной тела от 43 до 60 см и размахом крыльев от 85 до 135 см.
Питаются в основном птицами, реже мелкими млекопитающими, рептилиями и крупными насекомыми.
В состав рода включают два вида:
| Изображение | Научное название                             | Русское название | Распространение | Охранный статус |
| ----------- | -------------------------------------------- | ---------------- | --------------- | --------------- |
|             | Erythrotriorchis buergersi (Reichenow, 1914) | Роскошный ястреб | Новая Гвинея    | NT              |
|             | Erythrotriorchis radiatus (Latham, 1801)     | Красный ястреб   | Австралия       | EN              |